# Dankeskirche (Hürth)

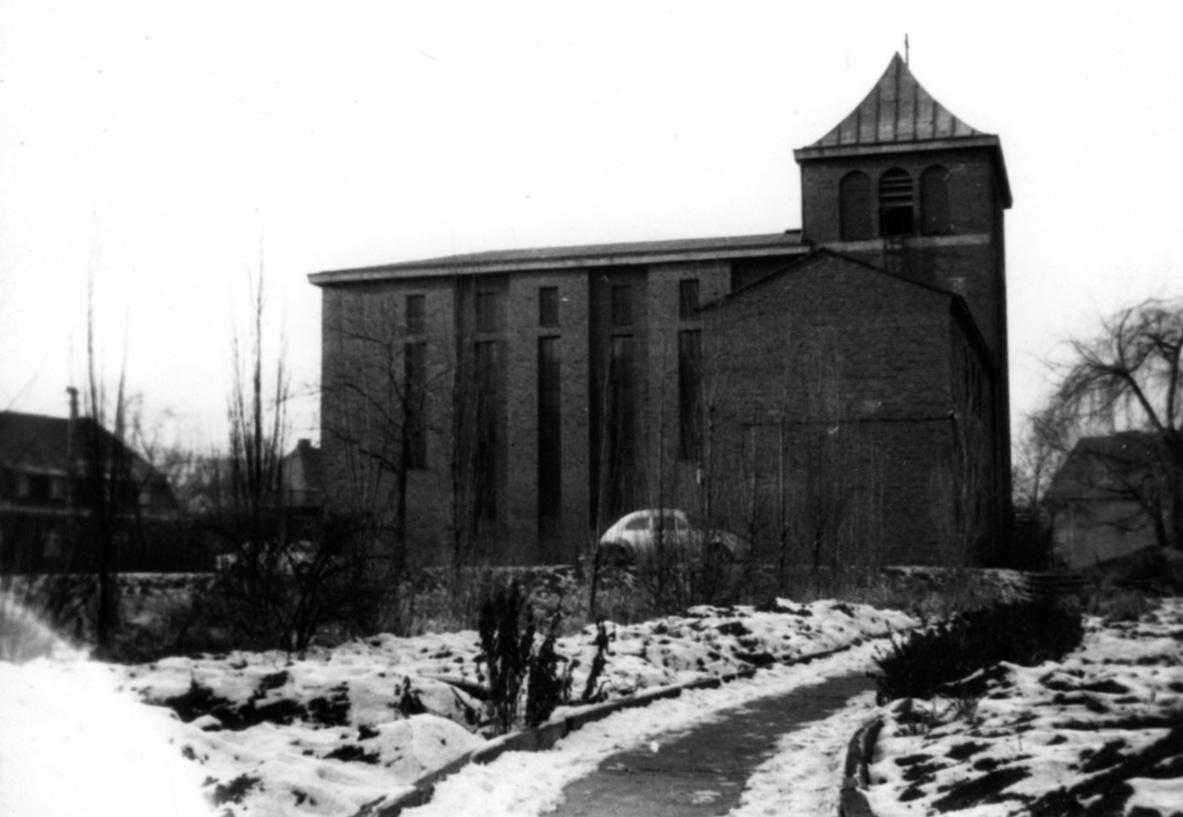
Dankeskirche in Knapsack

Die Dankeskirche war eine evangelische Kirche im Hürther Stadtteil Knapsack. Sie stand in der Dr.-Krauß-Straße im südöstlichen Teil Knapsacks nahe der Grenze zu Alt-Hürth.
Sie wurde in den Jahren 1950 bis 1951 als Ersatz für die 1921 gebaute und 1943 ausgebrannte Holzkirche am Ort gebaut. Bis zum Bau der Friedenskirche in Efferen war sie die einzige evangelische Kirche Hürths. Ihre Schließung erfolgte im Rahmen der Umsiedlung des Ortes Knapsack wegen der Umweltbelastungen durch die benachbarte Industrie und den Rheinischen Braunkohletagebau am 5. Oktober 1975, im darauf folgenden Jahr 1976 wurde sie abgerissen.

## Geschichte

### Vorgeschichte
Bereits im späten 19. Jahrhundert wuchs die Anzahl evangelischer Christen im Raum Hürth durch den Zuzug von Evangelischen aus dem Siegerland, der Pfalz und Sachsen stark an. Dies verstärkte sich nach 1901 vor allem aufgrund der sich in Knapsack ansiedelnden Industrie. Die evangelischen Christen gehörten dem Pfarrbezirk Brühl an. Etwa ab 1900 wurde evangelischer Religionsunterricht in den Räumen der katholischen Schule in (Alt-)Hürth erteilt, ab 1903 wurden hier auch erste Gottesdienste gefeiert. Ab 1909 verlegte das Presbyterium Brühl die Gottesdienste nach Hermülheim, da hier die meisten Gemeindeglieder lebten. Da der Weg für die Evangelischen aus Knapsack allerdings zu weit war, wurde nach dem Ausbruch des Ersten Weltkriegs in Knapsack von der Industrie eine Holzbaracke zur Verfügung gestellt. Am 3. Juli 1921 wurde auf einem Grundstück der Roddergrube eine hölzerne Kirche am Bertramsjagdweg, nahe der Einmündung der Grubenstraße, eingeweiht, die der Architekt der RWE, Nocken, mit Hilfe von Spendengeldern der örtlichen Industrie geplant und mit Bauteilen der Kölner Holzbau Werke (Kalscheuren) gebaut hatte. 1927 folgte ein eigenes Pfarrhaus, das an der Grenze zu (Alt-)Hürth am Anfang der Haupt-, später Allee-Straße gebaut wurde, in dem Hilfsprediger (heute Pfarrer zur Anstellung) die Betreuung des Gemeindebezirks übernahmen.
Am 1. April 1934 wurde schließlich die Evangelische Kirchengemeinde Knapsack für die Protestanten in Knapsack, Hürth, Alstädten, Kendenich, Berrenrath und weiteren Ansiedlungen im Bereich der Braunkohlegruben gegründet, pfarramtlich blieb sie mit Brühl verbunden. Die Gemeindeglieder aus Hermülheim und Fischenich wollten der neuen Gemeinde nicht beitreten. Am 4. Juli 1943 wurde die Holzkirche bei einem Bombenangriff zerstört, nach dem Ende des Zweiten Weltkriegs fand die Gemeinde Gastrecht in der katholischen Kirche St. Joseph in der Kirchstraße im Zentrum Knapsacks. Am 1. Juni 1948 bekam die Kirchengemeinde eine eigene Pfarrstelle.

## Dankeskirche
Die Dankeskirche wurde in den Jahren 1950 bis 1951 von dem Architekten Martin Körber entworfen und gebaut. Die Einweihung erfolgte am 3. Advent 1951 durch den Präses der Evangelischen Kirche im Rheinland, Heinrich Held. Sie war die erste evangelische Kirche in Hürth und blieb bis zum Bau der Friedenskirche in Efferen auch die einzige Kirche in Hürth.

### Baubeschreibung
Die Kirche war ein einfacher aber recht hoher Backstein-Saalbau mit integriert über die gesamte Breite aufgesetztem Turm im Westen, der mit einem Walmdach gedeckt und mit einem einfachen Kreuz auf dem First versehen war. Die Glockenstube mit der aus dem Brühler Gemeindebezirk Wesseling übernommenen Glocke hatte drei Schallfenster, die von je zwei Blendfenstern begleitet wurden. Das Schiff selbst war mit einem ziemlich flachen Dach gedeckt. Das Licht kam an der Südseite durch drei schmale Rundbogenfenster, die bis in Kopfhöhe zum Boden reichten und je zwei höher angesetzte Fenster rechts und links davon herein. Der obere Fensterabschnitt war dabei in der Art eines Obergadens abgesetzt. Der Chor wurde durch ein dreiteiliges mit Rundbögen abgeschlossenes Fenster belichtet, das bis etwa zum Fußboden der seitlichen Anbauten herunter gezogen war, erhellt. Alle Fenster wurden außen bis zum Boden als Lisenen fortgeführt. Blindfenster sind an der Nord- und Westseite. Der Eingang erfolgte im Westen von einem Rasenanlage her durch einen Flachdach-gedeckten Vorbau in einen durch  Flügeltüren abgetrennten Vorraum, von dem man auch die darüber befindliche Chor- und Orgelempore erreichte, sowie zur durch Briketts geheizten Warmluftkonvektionsheizung darunter gelangte. Ein Tor zur Südseite war nie in Benutzung. Die Ostseite zum Ortsteil Alt-Hürth hatte einen asymmetrischen kreuzförmigen Querbau, dessen kurzer Teil an der Nordseite die Sakristei mit eigener Außentür aufnahm, während der Südliche Riegel, den Gemeindesaal im Erdgeschoss, der mit einer Faltwand zur Kirche geöffnet werden konnte, und im Obergeschoss die Rendantur und das Gemeindebüro aufnahm. Der Abschnitt am Kirchenschiff war zu einer kleinen Galerie, die in den Chorraum ragte, mit einem schweren Vorhang abgetrennt, hinter dem mit dem Läuteseil über Umlenkrollen die kleine Glocke geläutet wurde. Auch auf der Sakristeiseite war eine gleiche Galerie. Beide wurden nie genutzt, sie rahmten nur den um eine Stufe erhöhten Chorbereich ein. Die Nord- und Ostseite grenzte an Gärten der benachbarten Wohnstraßen und war deshalb schmucklos.

## Geschichte der Evangelischen Gemeinde Hürth
Die Gemeindeglieder in Efferen gehörten noch in den ersten Jahren nach dem Bau der Friedenskirche in Efferen der Kirchengemeinde Köln-Lindenthal an, die in Gleuel gehörten zu Frechen Sie wurden am 1. Januar 1957 gemeinsam mit den Gemeindegliedern in Fischenich, Hermülheim und Kalscheuren, die bis dahin der Gemeinde Brühl angehört hatten, mit der Evangelischen Kirchengemeinde Knapsack zur Evangelischen Kirchengemeinde Hürth zusammengeschlossen. Diese bestand entsprechend aus den Gemeindebezirken der evangelischen Kirchen in Knapsack, Gleuel und Efferen sowie dem Gemeindezentrum mit Kirchsaal und Kindergarten in Hermülheim an der Kölnstraße.
Am 1. April 1966 spaltete sich die Johannes-Kirchengemeinde Hürth-Gleuel mit der Martin-Luther-Kirche in Gleuel von der Evangelischen Matthäus-Kirchengemeinde Hürth mit den Kirchen in Knapsack und Efferen und dem Kirchsaal in Hermülheim ab. Kurz vor der Schließung der Dankeskirche übernahm die von 1972 bis 1973 in Kendenich gebaute Nathan-Söderblom-Kirche die Funktion einer Ergänzung der bestehenden Kirchen, nach 1976 bis 2008 war sie zugleich Ersatz für die Dankeskirche. Der letzte Gottesdienst in der Dankeskirche fand am 5. Oktober 1975 statt.
Da zur Einweihung der Nathan-Söderblom-Kirche 1973 die Schließung der Dankeskirche aufgrund der Verlagerung des Ortes Knapsack wegen der Umweltbelastungen durch die benachbarte Industrie und den Rheinischen Braunkohletagebau bereits bekannt war, wurde der 1955/1956 von Arnold Rickert geschaffene Taufstein mit einem Flachrelief, das den Kampf des Erzengels Gabriel mit dem Drachen zeigt, in die Kirche in Kendenich gebracht und blieb dort gemeinsam mit dem Kreuz desselben Künstlers sowie der Glocke, die aus der evangelischen Kirche in Wesseling stammte und nun bis zur Kirchenschließung im Kendenicher Glockenturm aufgehängt wurde. Die Kanzel steht bis heute in der Martin-Luther-King-Kirche in Hermülheim, während sich die von Ernst Otto Köpke geschaffene Verglasung bis 2012 im Gemeindezentrum Hermülheim befand. Die Orgel, die 1961 von Willi Peter, Köln-Mülheim, gebaut wurde, ist heute im Besitz der Philippus-Kirchengemeinde in Köln-Raderthal.

### Weitere Gemeindegeschichte nach dem Abriss der Kirche
Die Evangelische Matthäus-Kirchengemeinde Hürth bestand seit der Schließung der Dankeskirche aus den drei Pfarrbezirken Friedenskirche Efferen, Gemeindezentrum Hermülheim und Nathan-Söderblom-Kirche in Kendenich. 1978 kam die Martin-Luther-King-Kirche im neuen Stadtzentrum Hürth-Mitte in Hermülheim hinzu. Im Gemeindezentrum an der Kölnstraße in Hermülheim wurde nur noch gelegentlich Gottesdienst gehalten. Die Nathan-Söderblom-Kirche wurde am 15. Juni 2008 wegen fehlender Mittel geschlossen und wird seit dem privatwirtschaftlich genutzt. Die Glocke tut ihren Dienst seit 2011 in den Diakonie-Anstalten der Kanzler von Pfau`schen Stiftung in Bernburg. Der Taufstein steht in der evangelischen Kirche in Seibersbach, an der eine Hürther Pfarrerin zur Anstellung jetzt Pfarrerin ist. Auch das Gemeindezentrum in Hermülheim wurde verkauft und 2013 abgerissen. Das Glasfenster aus der Dankeskirche ist nun umgearbeitet und verkürzt ins Treppenhaus des an Stelle des Gemeindezentrums errichteten Baus der Wohnungsbaugesellschaft GWG-Rhein-Erft integriert.
Seit dem 1. Januar 2015 wurden die beiden Gemeinden wieder vereinigt. Diese nahm wieder den alten Namen Evangelische Gemeinde Hürth an. Mit der Presbyterwahl und der abschließenden Visitation im Frühjahr 2016 ist die Fusion abgeschlossen.

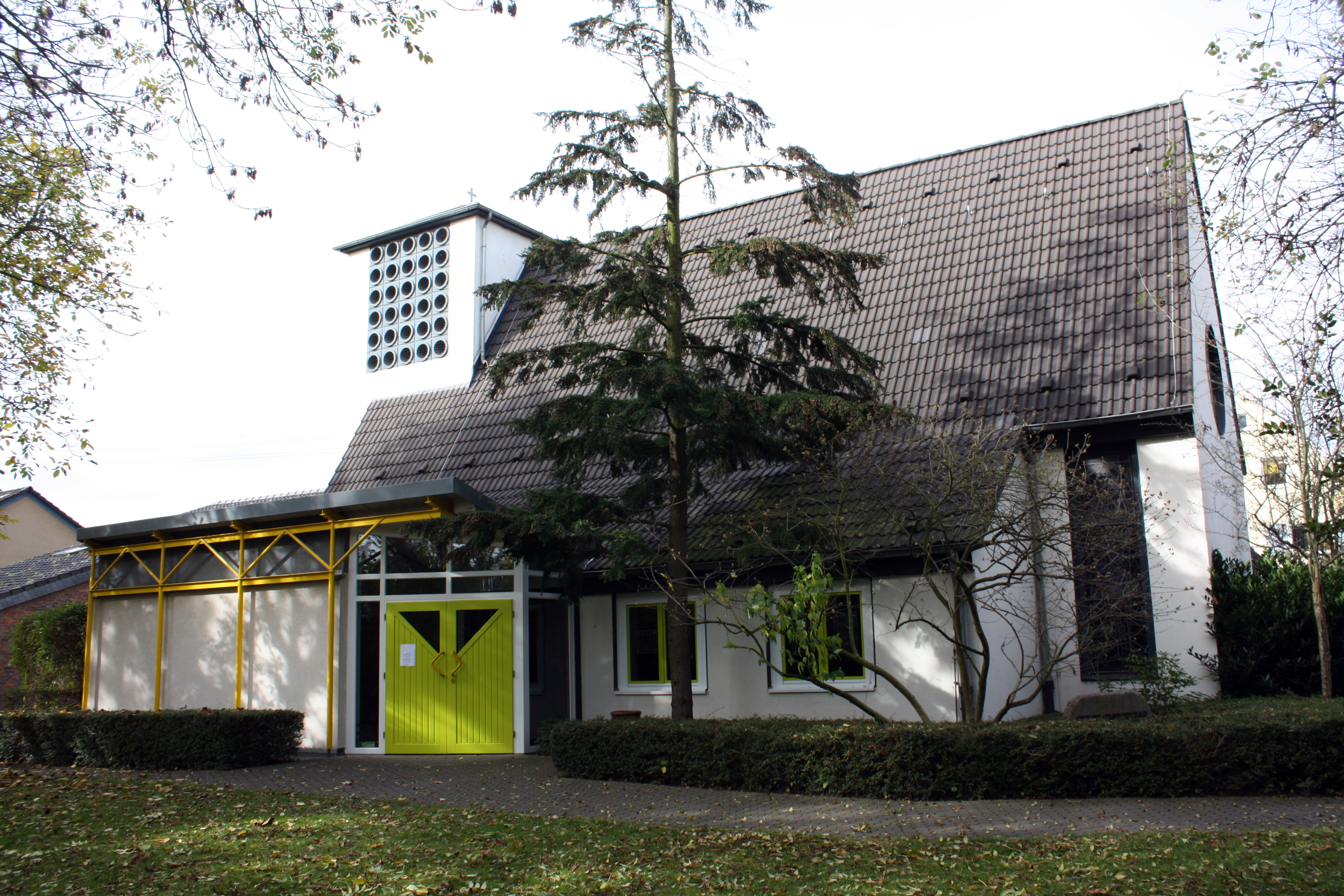
Friedenskirche Efferen
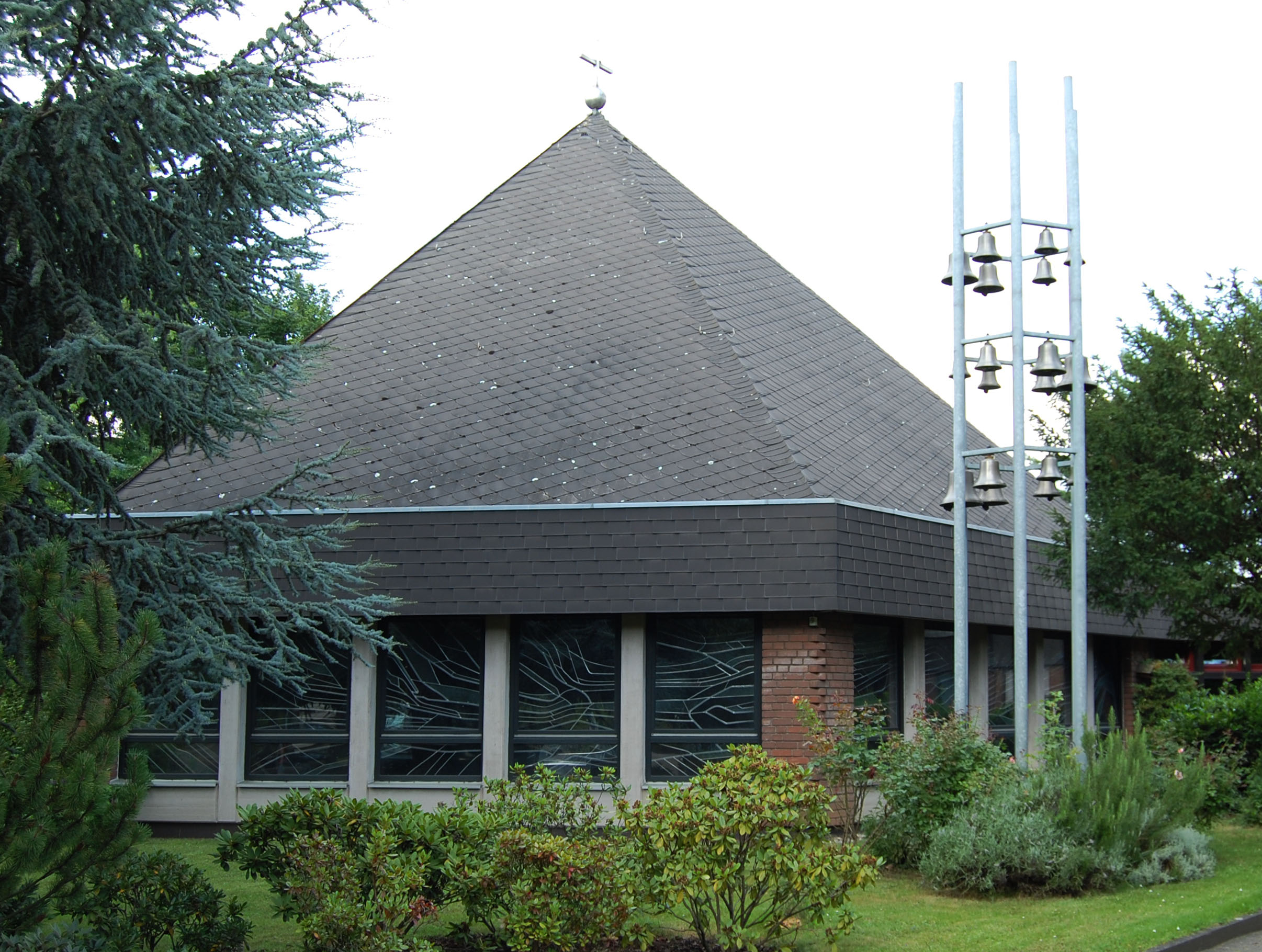
Martin-Luther-King-Kirche Hermülheim
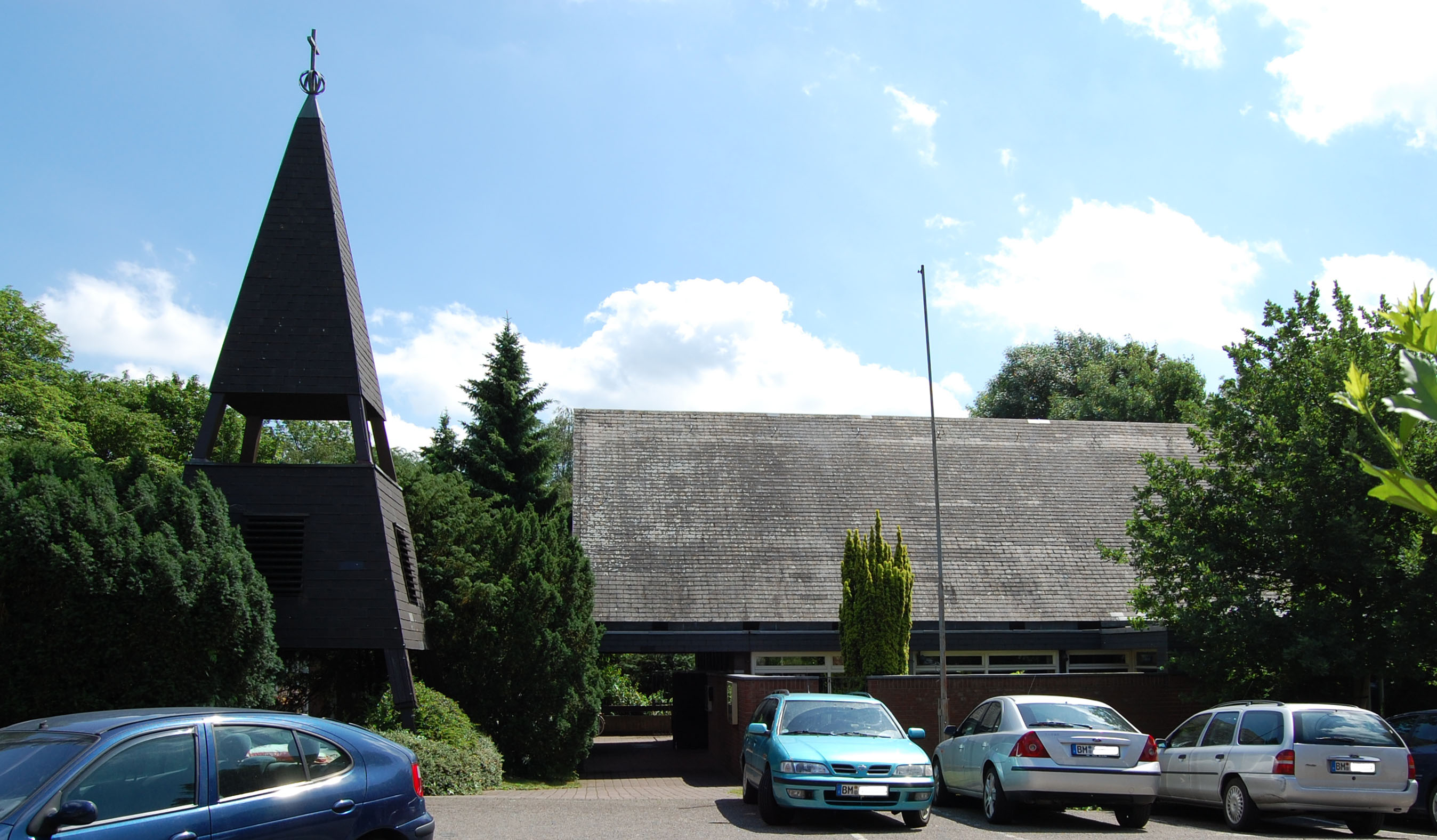
Nathan-Söderblom-Kirche, Kendenich (2008 entwidmet)
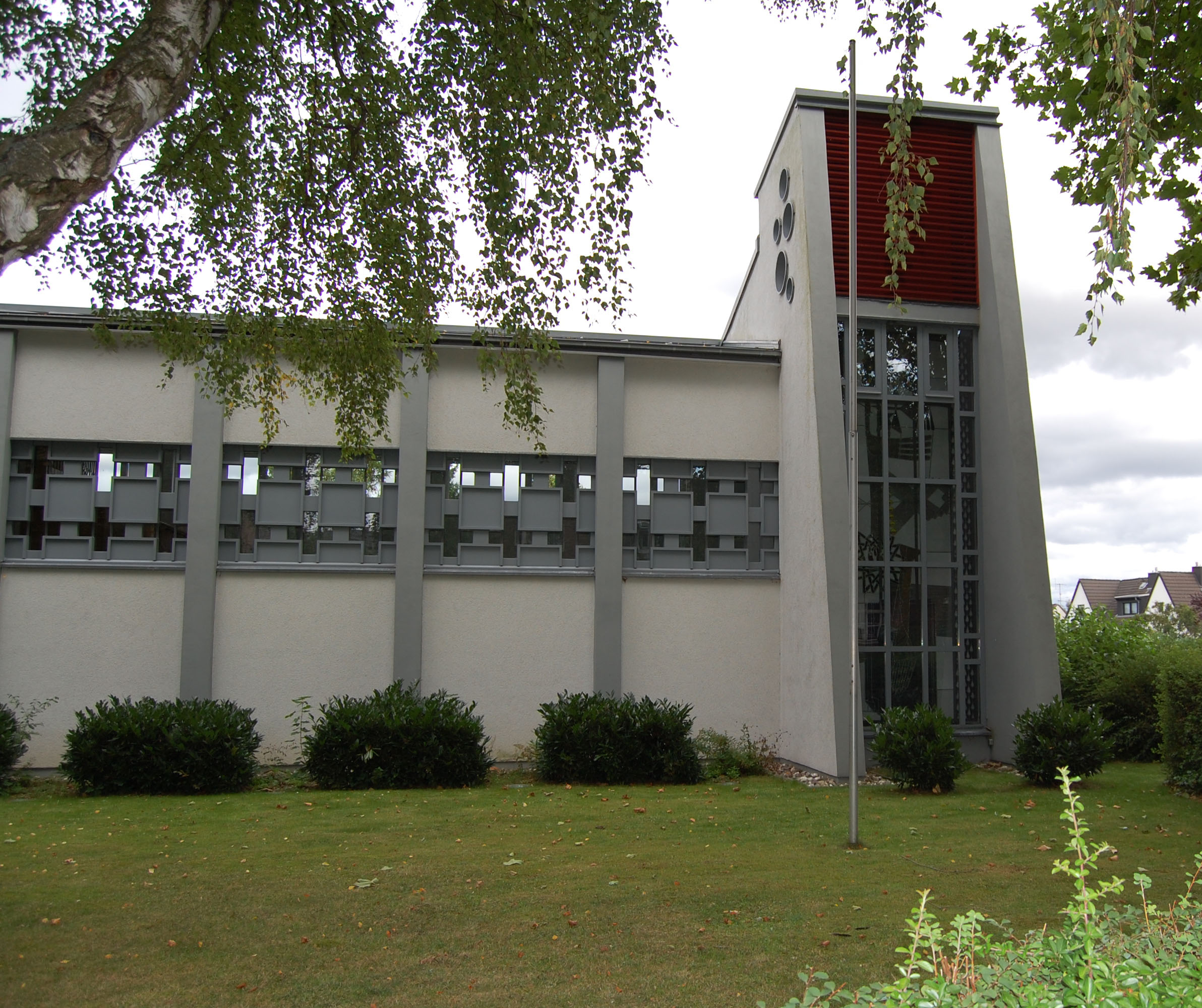
Martin-Luther-Kirche, Gleuel